# 张继桂
张继桂（1563年—？），字廷高，號衢所，福建漳州府龙溪县籍泉州府同安縣綏德鄉翔風里十七都（今金門縣金沙鎮青嶼社）人，明朝政治人物。进士出身。

## 生平
嘉靖乙丑正月十一日生，治春秋。萬曆十六年（1588年）戊子科福建鄉試第三十三名舉人，萬曆二十三年（1595年），登乙未科進士。刑部觀政，萬曆二十六年（1598年），接替方鼎铉任华亭县知县一职，萬曆二十九年（1601年），由俞思冲接任。后调任浙江处州府松阳知县，卒于官。

## 家族
曾祖张埙，教谕。祖张希濂，庠生。父張鳳徵，嘉靖四十四年乙丑進士。母蔡氏。永感下。娶郭大绍女，生四子，长子乔栋、仲子乔柱早殇，叔子乔楠，龙溪县诸生，入为太学生；季子乔梧，邑诸生，早卒。
從弟张廷拱，辛丑進士。